# Гамалій Марія Сергіївна
Марія Сергіївна Гамалій (нар. 1911, село Долинське, тепер Сосницького району Чернігівської області — 1991) — українська радянська діячка, голова виконавчого комітету Долинської сільської ради Сосницького району Чернігівської області. Депутат Верховної Ради УРСР 2—3-го скликань.

## Життєпис
Народилася у родині селянина-бідняка. У дитинстві втратила батьків, наймитувала у заможних селян. У 1930 році вступила до колгоспу села Долинського Сосницького району і протягом семи років працювала ланковою колгоспу імені Орджонікідзе. Вирощувала високі врожаї технічних культур (конопель).
Член ВКП(б) з 1939 року.
У 1939—1941 роках — голова виконавчого комітету Долинської сільської ради Сосницького району Чернігівської області.
Під час німецько-радянської війни перебувала у евакуації в Саратовській області РРФСР, де працювала колгоспницею, завідувачем птахоферми колгоспу «Борець за свободу» села Почтове.
З грудня 1943 року — голова виконавчого комітету Долинської сільської ради Сосницького району Чернігівської області.

## Нагороди
- два ордени Трудового Червоного Прапора (7.02.1939, 23.01.1948)